# MAN Lion’s Classic
MAN Lion’s Classic – autobus miejski klasy maxi, produkowany od 2000 roku przez niemiecką firmę MAN AG. Pojazd powstał jako rozwinięcie popularnego w latach 80. modelu SL 202.
Do 2004 roku, przed wprowadzeniem na rynek autobusów Lion’s City, model ten nosił oznaczenia SL 223, SL 263 oraz SL 283 (odpowiednio wersje z silnikami o mocy 220, 260 i 280 KM).